# Hortobágy (folyó, Románia)
A Hortobágy (románul: Hârtibaciu, németül: Harbach) a Szeben bal oldali mellékvize Romániában, Erdélyben, Szeben megyében.

## Néveredet
Nevének eredetére vonatkozóan több valószínű feltevés is létezik. Lehetséges, hogy német szóösszetételből való, melynek utótagja a Bach ('patak') szó, előtagja pedig vagy a Hart ('erdő'), esetleg a Hor ('szenny') egykori nyelvjárási megfelelője lehetett. Az is lehet azonban, hogy a Hortobágy vidékéről, határvédő szereppel idetelepített székelyek hozták magukkal az egyébként vitatott eredetű magyar víznevet.

## Jellemzői
670 méteres tengerszint feletti magasságban ered, és 110 kilométert tesz meg északkelet–délnyugati irányban, míg 383 méteres magasságban, Móh mellett egyesül a Szebennel. Átlagos esése 3‰, Újegyháznál lelassul. Vízhozama a torkolattól nem messze, Hortobágyfalvánál átlagosan 3,1, kisvíznél 0,4, nagyvíznél 8,5 m³/s. Vízgyűjtő medencéje 1025 m³-es területű dombság, átlagos tengerszint feletti magassága 509 méter. Partvédőműveinek teljes hosszúsága 176 km. Nagyrészt a történeti Királyföld területén folyik keresztül.

## Lakosság
Környéke a középkorban főként szász, a középkor végétől szász–román, ma román–cigány lakosságú, magyarok nagyobb számban Szentágotán és Bürkösön (illetve korábban Ágotakövesden) élnek.